# ᰖ
Cette page contient des caractères spéciaux ou non latins. S’ils s’affichent mal (▯, ?, etc.), consultez la page d’aide Unicode.
ᰖ, transcrit ml, est une consonne de l’alphasyllabaire lepcha.

## Représentations informatiques
| Représentation | Chaînes de caractères | Points de code | Descriptions      |
| -------------- | --------------------- | -------------- | ----------------- |
| ᰖ              | ᰖ                     | U+1C16         | Lettre lepcha mla |